# Blasius Pujaraharja
Blasius Pujoraharja, né le 12 juin 1935 à Yogyakarta, est un prélat indonésien, évêque du diocèse de Ketapang en Indonésie de 1979 à 2012.

## Biographie
Blasius Pujoraharja est né à Yogyakarta dans la province du Territoire spécial de Yogyakarta. 
Il est ordonné prêtre pour l'archidiocèse de Semarang le 8 septembre 1961. 

## Évêque
Il est nommé évêque de Ketapang le 15 mars 1979 et il reçoit l'ordination épiscopale le 17 juin suivant des mains de Mgr. Justinus Darmojuwono.
En tant qu'évêque du diocèse de Ketapang, il a permis le développement d'un clergé indigène